# 長尾みのる
長尾 みのる（ながお みのる、本名：長尾 実、1929年6月4日 - 2016年10月6日）は、イラストレーター、装丁家。

## 経歴
東京都中央区新富町生まれ。1950年、早稲田大学(旧)工芸美術研究所卒業。服飾専門校（西洋服装史）講師をしながら、舞台美術の勉強をする。1953年、無銭の世界一周旅行に出発（1956年帰国）。
1959年、小説挿画を描きだす。1961年、永六輔とのコンビの「アサヒグラフ」での連載が初の新語「イラスト」使用となり、日本初のイラストレーターを名乗る。1976年、講談社出版文化賞を受賞。
1997年～1998年週刊読売で「週読俳句会」企画と俳画を担当。レコード・CDジャケットのイメージ・イラストを1998年までに90点制作。特に101ストリングス・オーケストラに依る作品が多い。
またブックデザインでは主に文芸関係の単行本装幀で、1998年までに1000点以上の作品がある。連載小説の文芸さし絵も多数。
2004年、2005年、読売国際漫画大賞選考委員。
2005年に「よるのひるね」が復刻した『バサラ人間』で、イラストーリーという独特の表現の先駆者であったことで、再評価されている。
2016年10月6日午後1時14分、心不全のため、東京都杉並区の病院で死去。

## 著書・挿絵を担当した書籍
- きもののはなし 美好繁 著,長尾実 絵 小峰書店 1950 (小学生文庫 ; 33)
- 図説西欧服飾史 長尾みのる 著 青鳥社 1960
- 絵の中の放浪 長尾みのる 著 南北社 1961
- ガリバー旅行記 スウィフト 原作,浜田広介 著,長尾みのる 絵 集英社 1963 (幼年世界童話文学全集 ; 8)
- めだつデザイン 長尾みのる 著 アド・プロモーション (南北社内) 1965
- 中学生の生活記録 1～3 宮坂哲文 等編,長尾みのる 絵 国土社 1966
- 冒険の珍説 長尾みのる 著 コダマプレス 1966 (Q collections)
- ソンブレロは風まかせ : メキシコ旅日記 長尾みのる 著 朝日新聞社 1966
- お嬢さんチャッカリ旅行 長尾みのる 著 三一書房 1966 (三一新書)
- しまった! 第1-2 長尾みのる 著 文理書院ドリーム出版 1967 (ドリームブック)
- 愛の画集 長尾みのる 画 三一書房 1968
- わたし日記を書いたの 佐々木たづ 著,長尾みのる 絵 講談社 1969
- 革命屋 長尾みのる 著 東京文芸社 1969
- バサラ人間 長尾みのる 著 駿河台書房 1969 (イラストブックス)
- ぼくのすてきな冒険旅行 フライシュマン 作,久保田輝男 訳,長尾みのる 絵 学習研究社 1970 (少年少女学研文庫 ; 25)
- ちびっこが七人 砂田弘 著,長尾みのる 絵 フレーベル館 1971 (フレーベル子ども文庫)
- 真昼のゆうれい S.フライシュマン 作,久保田輝男 訳,長尾みのる 絵 学習研究社 1971 (少年少女サスペンス冒険 ; 7)
- 川っ子サムの冒険 : マーク・トウェーン、スターリング・ノース 作,三橋宣子 訳,長尾みのる 絵 学習研究社 1971 (世界の伝記 ; 5)
- 六十人のおとうさんの家 マインダート・ディヤング 作,中村妙子 訳,長尾みのる 絵 講談社 1971 (世界の児童文学名作シリーズ)
- マスコミ・イラスト入門 長尾みのる 著 実業之日本社 1971
- 恋の絵本 遠藤周作 著,長尾みのる 絵 大和書房 1971
- ヒトの目をひく法 : 視覚のポイント集 長尾みのる 著 文化出版局 1971 (レモン新書)
- よわむしツヨシ 砂田弘 作,長尾みのる 著 講談社 1971 (講談社の創作童話 ; 7)
- ぶな屋敷のなぞ ドイル 作,亀山竜樹 訳,長尾みのる 画 学習研究社 1972 (名探偵ホームズ ; 2)
- 赤い文字の秘密 ドイル 作,亀山竜樹 訳,長尾みのる 画 学習研究社 1972 (名探偵ホームズ ; 9)
- 赤毛連盟 ドイル 作,亀山竜樹 訳,長尾みのる 画 学習研究社 1972 (名探偵ホームズ ; 1)
- バスカービルの魔犬 ドイル 作,亀山竜樹 訳,長尾みのる 画 学習研究社 1972 (名探偵ホームズ ; 11)
- 銀星号事件 ドイル 作,亀山竜樹 訳,長尾みのる 画 学習研究社 1972 (名探偵ホームズ ; 3)
- 恐怖の谷 ドイル 作,亀山竜樹 訳,長尾みのる 画 学習研究社 1973 (名探偵ホームズ ; 12)
- 四つの署名 ドイル 作,亀山竜樹 訳,長尾みのる 画 学習研究社 1973 (名探偵ホームズ ; 10)
- おどる人形 : 他 ドイル 作,亀山竜樹 訳,長尾みのる 画 学習研究社 1973 (名探偵ホームズ ; 5)
- 六つのナポレオン像 : 他 ドイル 作,亀山竜樹 訳,長尾みのる 画 学習研究社 1973 (名探偵ホームズ ; 6)
- 盗まれた秘密文書 : 他 ドイル 作,亀山竜樹 訳,長尾みのる 画 学習研究社 1973 (名探偵ホームズ ; 4)
- ひん死の探偵 ドイル 作,亀山竜樹 訳,長尾みのる 画 学習研究社 1973 (名探偵ホームズ ; 8)
- 地球のうら側へいったぼく 長尾みのる 作・絵 講談社 1973 (児童文学創作シリーズ)
- 悪魔の足 ドイル 作,亀山竜樹 訳,長尾みのる 画 学習研究社 1973 (名探偵ホームズ ; 7)
- 地球のうらで孤独になろう : 風まかせ人間・旅すれば… 長尾みのる 著 番町書房 1973
- サインのない手紙 砂田弘 作,長尾みのる 絵 偕成社 1974 (創作子どもの文学 ; 12)
- なんだかへんて子 山中恒 作,長尾みのる 絵 偕成社 1975 (新選創作どうわ)
- わ・すぴりっと : わかる、わからない、わかる? 長尾みのる 著 いんなあとりっぷ社 1975
- シャーロック=ホームズの冒険 コナン・ドイル 作,亀山龍樹 訳,長尾みのる 画 学習研究社 1975 (学研小学生文庫 : 高学年向 ; 2)
- 文芸の絵本 長尾みのる 著 朋友出版 1976
- チッチゼミ鳴く木の下で 皿海達哉 作,長尾みのる 絵 講談社 1976
- マスコミのイラストレーション : 政治,社会,風俗を視覚化する方法 長尾みのる 著 美術出版社 1976 (新技法シリーズ)
- ジャングルめがね 筒井康隆 著,長尾みのる 画 小学館 1977 (小学館の創作童話シリーズ ; 39)
- 消えたぼくをさがせ 野火晃 著,長尾みのる 絵 講談社 1979 (児童文学創作シリーズ)
- 八月の冒険 砂田弘 作,長尾みのる 画 小学館 1980 (小学館の創作児童文学シリーズ)
- モミの木のクリスマス・イブ ひしいのりこ 作,長尾みのる 絵 太平出版社 1980 (太平けっさく童話. どうわのうみへ)
- 視覚のいたずら 長尾みのる 著 ダイヤモンド社 1980
- 四次元潜航艇ウラシマ号の冒険 那須正幹 作,長尾みのる 絵 偕成社 1980 (子どもの文学)
- サインはきつねボール 三田村信行 作,長尾みのる 絵 偕成社 1981 (新選/創作どうわ)
- ぶな屋敷のなぞ コナン=ドイル 作,亀山龍樹 訳,長尾みのる 画 学習研究社 1981 (名探偵ホームズ)
- ゼロ子の日がわり家庭教師 坂本伊都子 作,長尾みのる 絵 PHP研究所 1981 (PHP創作シリーズ)
- 赤毛連盟 コナン=ドイル 作,亀山龍樹 訳,長尾みのる 画 学習研究社 1981 (名探偵ホームズ)
- チッチゼミ鳴く木の下で 皿海達哉 [著],長尾みのる 絵 講談社 1981 (講談社青い鳥文庫)
- 自魂他才でグッドモーニング珈琲 長尾みのる 著 冬樹社 1981
- 窓の向こうはホワイト・アングル 長尾みのる 著 PHP研究所 1981
- 銀星号事件 コナン=ドイル 作,亀山龍樹 訳,長尾みのる 画 学習研究社 1981 (名探偵ホームズ)
- 恐怖の谷 コナン=ドイル 作,亀山龍樹 訳,長尾みのる 画 学習研究社 1982 (名探偵ホームズ)
- 四つの署名 コナル=ドイル 作,亀山龍樹 訳,長尾みのる 画 学習研究社 1982 (名探偵ホームズ)
- 赤い文字の秘密 コナン=ドイル 作,亀山龍樹 訳,長尾みのる 画 学習研究社 1982 (名探偵ホームズ)
- 心がひとり歩きする 長尾みのる 著 講談社 1982
- おどる人形 コナン=ドイル 作,亀山龍樹 訳,長尾みのる 画 学習研究社 1982 (名探偵ホームズ)
- 六つのナポレオン像 コナン=ドイル 作,亀山龍樹 訳,長尾みのる 画 学習研究社 1982 (名探偵ホームズ)
- 盗まれた秘密文書 コナン=ドイル 作,亀山龍樹 訳,長尾みのる 画 学習研究社 1982 (名探偵ホームズ)
- バスカービルの魔犬 コナン=ドイル 作,亀山竜樹 訳,長尾みのる 画 学習研究社 1982 (名探偵ホームズ)
- ひん死の探偵 コナン=ドイル 作,亀山龍樹 訳,長尾みのる 画 学習研究社 1982 (名探偵ホームズ)
- 悪魔の足 コナン=ドイル 作,亀山龍樹 訳,長尾みのる 画 学習研究社 1982 (名探偵ホームズ)
- 消えたぼくをさがせ 野火晃 [著],長尾みのる 絵 講談社 1983 (講談社青い鳥文庫)
- クラマはかせのなぜ : ずっこけはつめい 山中恒 作,長尾みのる 絵 偕成社 1983 (山中恒みんなの童話 ; 6)
- 青い目のバンチョウ : ガールフレンドがほしい 山中恒 作,長尾みのる 絵 偕成社 1984 (山中恒みんなの童話 ; 8)
- 女の子たちのマーチ 竹田まゆみ 作,長尾みのる 絵 偕成社 1984 (子どもの文学)
- 宇宙人の地球日記 浜たかや 著,長尾みのる 絵 偕成社 1985 (偕成社の創作)
- 代官坂ののっぺらぼう 横山たもつ 作,長尾みのる 絵 くもん出版 1985 (くもんのユーモア文学館)
- びんたあめあられ 水谷章三 文,長尾みのる 絵 国土社 1985 (現代の民話・戦争ってなあに)
- ふしぎなあの子 : かいじゅうモコタン 山中恒 作,長尾みのる 絵 偕成社 1985 (山中恒みんなの童話 ; 10)
- 明日もパフォーマンチックに 長尾みのる 著 毎日新聞社 1985
- にぎやかな視点 : 昭和おじさんの絵ッセイ 長尾みのる 著 中央公論社 1985 (中公文庫)
- 真昼のゆうれい シド・フライシュマン 作,久保田輝男 訳,長尾みのる 絵 学習研究社 1988 (てのり文庫)
- どうせこの世は猫またぎ : Odd eye essay 阿久悠 著,長尾みのる 絵 毎日新聞社 1988
- タマゴに目はな 由紀さおり 著,長尾みのる 絵 毎日新聞社 1989
- イメージの時間 長尾みのる 絵・俳句 河出書房新社 1989
- 平成大句会 : プロアマオープン NHK出版 編,長尾みのる 絵 日本放送出版協会 1994
- タイムレス・クルーズ 長尾みのる 著 読売新聞社 1994 (よみうりのpicture books)
- 視覚のいたずら 長尾みのる 著 小学館 1999 (小学館ライブラリー)
- バサラ人間 : イラストーリー 長尾みのる 著 よるひるプロ 2005
- 革命屋 : 女と革命と欲望 : イラストーリー 長尾みのる 著 よるひるプロ 2006
- 絵で読む「老子」無為を生きる 長尾みのる 著 小学館 2007
- ブッダ 川西蘭 文,長尾みのる 絵 本願寺出版社 2009
- 長尾みのるの人間イラストーリー 長尾みのる 著 アートダイジェスト 2011
- びんたあめあられ 水谷章三 文,長尾みのる 絵 国土社 2012 (語りつぐ戦争平和について考える)
- おじいちゃんの絵ツィート : 85歳の人生シーン「昭和が見える」108話 長尾みのる 著 東海教育研究所 2014